# بوب ديلن
بوب ديلن (بالإنجليزية: Bob Dylan) اسمه الحقيقي روبرت ألن زيمرمان ولد في 24 مايو 1941 هو مغني وملحن وشاعر وفنان أمريكي يتمتع بصوت رائع ومرن، لقد كان شخصية مؤثرة في الموسيقى والثقافة الشعبية لأكثر من خمسة عقود. والكثير من أعماله الأكثر شهرة كانت من الستينات، وكلمات أغانيه فيها من الحكمة والاحتجاج الشئ الكثير لانه كان من الطبقة العاملة والمضطهدة بأمريكا، كما أن تم استخدام بعض أغانية كنشيد لحركة الحقوق المدنية للأفارقة الأمريكيون والحركة المناهضة لحرب فيتنام، تميز بغناءه العديد من الأنواع الموسيقية مثل ريف والغوسبل والبلوز والروك، وأدرجت كلمات ديلان مجموعة متنوعة من التأثيرات السياسية والاجتماعية والفلسفية والأدبية. وأنها تصدت لموسيقى البوب وأحدثت تغييراً فيه، وقد ناشد ديلان بشكل كبير إلى الثقافة المضادة ثم المزدهرة. وفي البداية كان اسلوب ديلان مستوحى من أسلوب أداء ليتل ريتشارد، وتأليف الأغاني وودي غوثري، روبرت جونسون، وهانك وليامز ثم بدأ بتطوير اسلوبه الخاص سواء كان في الأداء أو كتابة الأغاني. ديلان يؤدي على الإيتار، البيانو، والهارمونيكا. منذ عام 1994 ديلان قد نشر له ستة كتب من الرسومات واللوحات، وعرضت أعماله في المعارض الفنية الكبرى. كموسيقي، باع ديلان أكثر من 100 مليون أسطوانة في جميع أنحاء العالم، مما يجعل منه واحداً من الفنانين الأكثر مبيعاً من أي وقتاً مضى. وقد تلقى العديد من الجوائز بما في ذلك: جائزة نوبل للآداب 2016، 11 جائزة غرامي وجائزة أوسكار واحدة وغولدن غلوب واحدة، وفي أيار 2012، تلقى ديلان وسام الحرية الرئاسي من الرئيس باراك أوباما. وأول ألبوم إستوديو له صدر في عام 1962.

## الميلاد والنشأة
ولد بوب ديلن،في 24 مايو 1941 في بلدة صغيرة تسمي دولوث بولاية مينوسوتا قرب الحدود مع كندا. وتربى في مدينة هيبينق بولاية مينوسوتا. واسمه الحقيقي روبيرت زمرمان. كان أبوه وأمه من المولودين في أمريكا لمهاجرين يهود من أوكرانيا منذ عام 1905، تعلم العزف علي الغيتار وهو طفل صغير وتحول الي عازف محترف علي القيثارة والهارمونيكا قبل أن يصل الثامنة عشرة من العمر. يقول أنه عندما أصبح في سن العاشرة تقريبا أو الحادية عشرة أو الثانية عشرة كان عزف القيثارة هو الشيء الوحيد الذي يستهويه. كما استهواه الشعر والأدب صورة عامة وكان متأثرا بالأديب الروائي جون شتاينبك.
غنى بوب ديلن كثيرا ومن أشهر أغانيه «الإعصار» أو «الطرق على أبواب الجنة» المنتقدة للحرب.
وتحوّل بوب ديلان للمسيحية في إحدى فترات حياته قبل أن يتركها. وصرّح ذات مرة أنه كان يتمنى لو كان موظفا عاديا يعمل كل يوم حتى الساعة الخامسة مساء ثم يعود للبيت وينسى كل شيء.

## البدايات الموسيقية
أمضى روبرت زيمرمان سنواته الأولى بالاستماع إلى محطات الراديو - خصوصاً إلى موسيقى البلوز والريف التي كانت تبث من مدينة شريفيبورت بولاية لويزيانا، أما كما مراهق فقد انتقل إلى سماع موسيقى الروك اند رول، كان ديلن يقضي وقته بين العزف والمطالعة ففي تلك الفترة اكتشف كتابات شعراء البيت وقرأ رواية علي الطريق لجاك كيرواك، عزف وغنى في أول حفل موسيقي برفقة فرقة غولدين كوردز في العام1955 وهي فرقة مكونة من أربعة شبان متخصصة في موسيقي الفولك الشعبية بينما كان يدرس في مدرسة هيبينغ الثانوية. انتقل زيمرمان إلى مدينة مينيابوليس في سبتمبر عام 1959، حيث التحق بجامعة مينيسوتا. تلاشى اهتمام زيمرمان بموسيقى الروك اند رول وبدأ تعلقه وشغفه بالموسيقى الشعبية الأمريكية أو بما يطلق عليهأ بـ «موسيقى الفولك» ولم يلبث ديلن أن ضاق ذرعا بالحياة في مدينة صغيرة والغناء في البارات والمقاهي الرخيصة مقابل اجر رخيص يكفي بالكاد لسد الرمق.

## الانتقال لنيويورك
عام 1961 وصل ديلن الي نيويورك حاملا معه قيثارته وحقيبة ثياب صغيرة. وكانت نيويورك آنذاك مدينة تزدحم بالبارات والمقاهي والنوادي التي تقترح حفلات لموسيقي الفولك وغالبية المغنين يكتفون بإعادة أداء أغاني الفولك القديمة أو في أحسن الأحوال نظم أغان جديدة علي منوال ايقاعات معروفة سلفا. لكن الموسيقي في نيويورك آنذاك كانت تعيش أيضا علي ايقاع حيوية ثقافية صاخبة بفضل شعراء وكتاب حركة البيتنيكس الذين كانوا ينظمون قرا أتهم في نوادي الجاز. ولم يلبث ديلن أن تعرف عليهم واحدا واحدا خاصة ألن غينسبرغ الذي اشتم فيه منذ اللقاء الأول بذور عبقرية موسيقية جديدة وشجعه علي كتابة نصوص أغانيه وتطعيمها بحمولة ثورية احتجاجية كانت غائبة تماما عند مغنيي الفولك التقليديين.
في نيويورك التقى ديلن بنجمه المفضل مغني الفولك ودي جوثري الذي كان يتميز عن بقية المغنيين بدفاعه عن الطبقات العمالية والمضطهدين. هكذا من حفلة لأخرى وفي غضون عام واحد اكتسب ديلن شهرة متعاظمة في المدينة. في العام الموالي يغير اسمه من روبيرت زيميرمان الي بوب ديلن تيمنا بالشاعر ديلن توماس ويصدر ألبومه الأول الذي لقي نجاحا كبيرا علي الفور وضم أغانيه الأكثر شهرة فمنذ البداية سحر هذا الشاب الخجول بصوته الرخيم المسكون بنبرة حزن موجعة وأغانيه التي تغني شجون الحياة اليومية عبر قصص قصيرة ومكثفة تحكي انكسارات وشجون المواطن الأمريكي العادي.

## الظروف التاريخية المحيطة

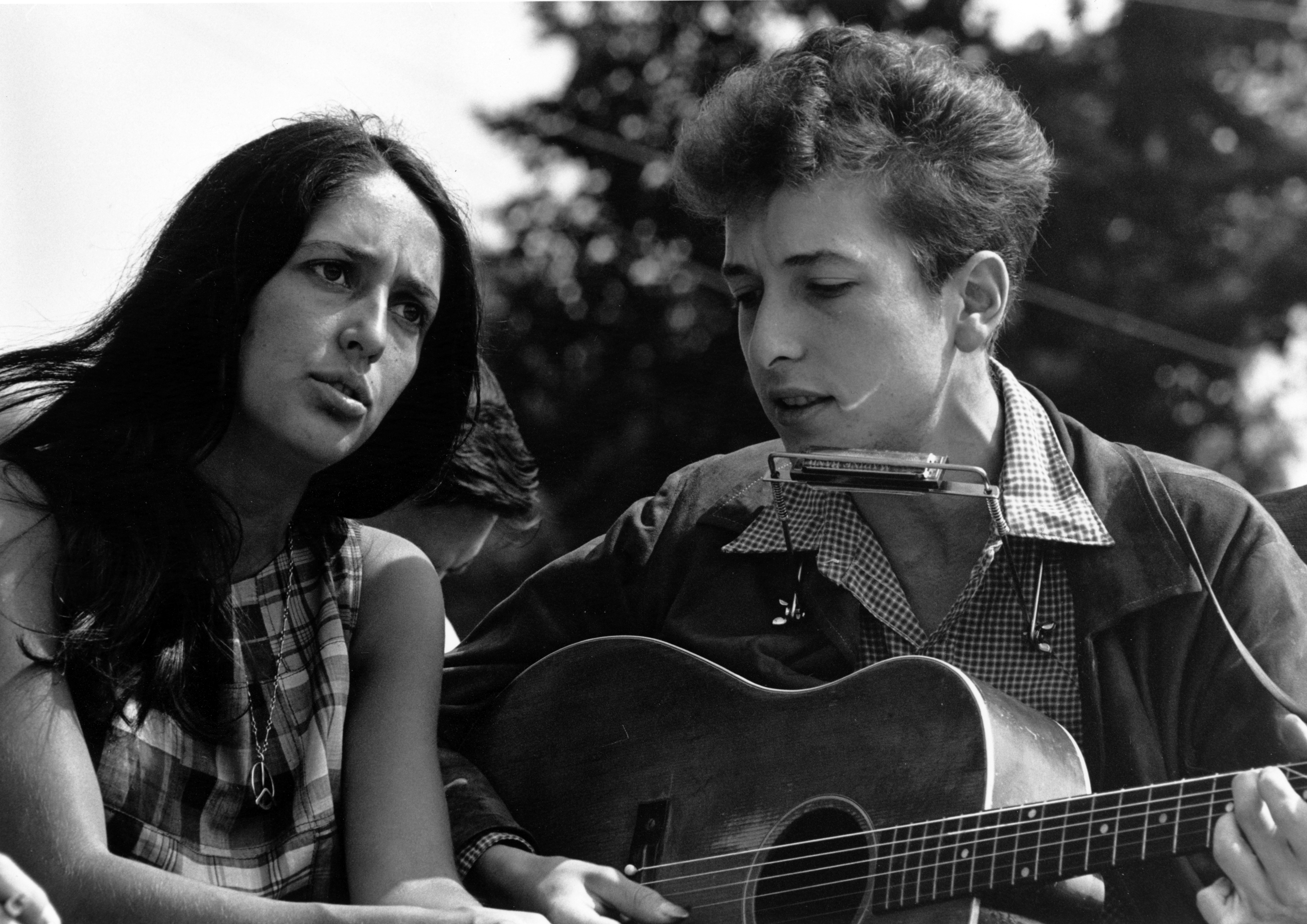
بوب ديلن وجون باز

لا يمكن فهم صعود نجم ديلن من دون ربطه بالسياق الثقافي والسياسي العام الذي بزغ فيه نجمه. وابتداء من 1964 تحول ديلن الي العزف علي القيثارة الكهربائية منتقلا من موسيقي الفولك الي الروك الذي صار آنذاك اللون الموسيقي الأكثر جدة والتصاقا بهموم وتطلعات الشباب الأمريكي.
وشارك في ألمع التظاهرات والمهرجانات الموسيقية في الولايات المتحدة وأدي بعض الأغاني مع مغنية الفولك الشهيرة جون بيز التي كانت هي الأخرى من بين أبرز ممثلي الفن الملتزم المناهض لحرب فيتنام آنذاك.

## جائزة نوبل

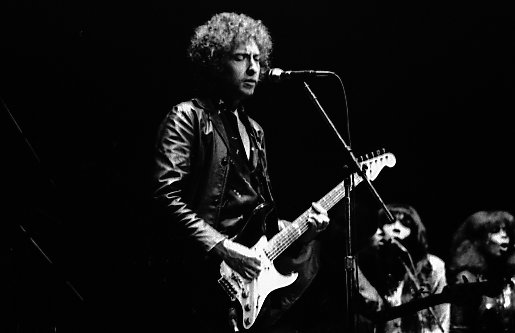
ديلن في تورنتو 18 أبريل 1980

حصل بوب ديلن على جائزة نوبل للآداب عام 2016، لاسهاماته الشعرية وأثرها في الأغنية الأمريكية، مما أثار جدلاً واسعاً في الأوساط الثقافية. لم يكترث ديلن كثيراً بالجائزة حيث امتنع عن إدلاء أي تصريح بشأنها رغم الاتصالات المستمرة من اللجنة المانحة.

## روابط خارجية
- بوب ديلن على موقع IMDb (الإنجليزية)
- بوب ديلن على موقع ميتاكريتيك (الإنجليزية)
- بوب ديلن على موقع الموسوعة البريطانية (الإنجليزية)
- بوب ديلن على موقع روتن توميتوز (الإنجليزية)
- بوب ديلن على موقع مونزينجر (الألمانية)
- بوب ديلن على موقع قاعدة بيانات الأفلام العربية
- بوب ديلن على موقع ألو سيني (الفرنسية)
- بوب ديلن على موقع ميوزك برينز (الإنجليزية)
- بوب ديلن على موقع ميوزك برينز (الإنجليزية)
- بوب ديلن على موقع ميوزك برينز (الإنجليزية)
- بوب ديلن على موقع ميوزك برينز (الإنجليزية)